# أقلية نموذجية
الأقليّة النموذجيّة هي مجموعة من مجموعات الأقليات (سواء على أساس العرق أو الجنس أو الدين) التي غالبَا ما ينظر إليها على أنها تحقق درجة أعلى من النجاح الاجتماعي والاقتصادي بالمقارنة مع متوسط السكاني. وعادًة ما يتم قياس هذا النجاح إلى الدخل والتعليم وانخفاض معدلات الجريمة والإستقرار الأسري العالي. المصطلح هو مثير للجدل للغاية، حيث يتم استخدامه في بعض الأحيان للإشارى إلى أن هناك حاجة إلى اتخاذ إجراءات حكومية للحد من التمييز.
في الولايات المتحدة، تم استخدام هذا المصطلح لأول مرة لوصف الأمريكيين اليابانيين، ليتطوّر ليشمل أيضًا اليهود الأمريكيين والأمريكيين الآسيويين، ولكن بشكل أكثر تحديدًا الآسيويين الشرقيين (الصينيين واليابانيين والكوريين) ومجتمع جنوب آسيا.
في هولندا، يرتبط المصطلح في المقام الأول مع الإندو (وهي مجموعة سكانيّة تختلط فيها التراث الهولندي والاندونيسي)، المعروفين أيضًا باسم هولنديين جزر الهند أو الإندونيسيين الهولنديين. وهم أكبر أقلية في البلاد. في ألمانيا، يعتبر الألمان من الأصول الكورية والألمان من الأصول الفيتنامية من الأقليات النموذجية، ويطلق على الأقلية الفيتنامية في ألمانيا «المعجزة الفيتنامية»، بسبب الارتباط مع النجاح الأكاديمي. وفي فرنسا، يعتبر الفرنسيين من الأصول اللاوسية وذوي الأصول الفيتنامية كأقليات نموذجية من قبل وسائل الإعلام الفرنسية والسياسية نظرًا للمستوى العال من الاندماج والنجاح الأكاديمي ودخل الأسرة.
في إسرائيل يعتبر المسيحيين العرب المجموعة الأكثر تعليمًا في إسرائيل، حيث يطلق عليهم أقلية نموذجية. وقد وصفت صحيفة معاريف المسيحيين العرب بأنهم «الأنجح في نظام التعليم»، حيث يحظى العرب المسيحيين في مستوى تعليم أفضل بالمقارنة مع أي مجموعة دينية أخرى في إسرائيل. كما لدى المسيحيين العرب واحدة من أعلى معدلات النجاح في شهادة الثانوية العامة أو ما يسمى في البجروت مع نسبة (64%)، بالمقارنة مع المسلمين والدروز وبالمقارنة مع جميع الطلاب في نظام التعليم اليهودي، كما أنّ المسيحيون العرب في الطليعة من حيث التوجه للتعليم العالي. حوالي 68% من المسيحيون العرب في إسرائيل من حملة الشهادات الجامعيّة، كما أنّ نسبة المسيحيين الحاصلين على البكالوريوس وشهادة جامعية أكثر من متوسط النسبة بين السكان الإسرائيليين.
وكثيرًا ما يستشهد في إحصاءات معممة لوصف وضع الأقلية النموذجية مثل التحصيل العلمي العالي والتمثيل العالي في مهن ذوي الياقات البيضاء. تعتبر الصورة النمطية حول الأقلية النموذجية مضرة لبعض الأحيان بالنسبة لهذه الأقليات ذات الصلة لأنه يستخدم لتبرير إقصاء الأقليات في توزيع برامج المساعدة، وذلك بسبب الإنجازات لبعض من الأفراد داخل تلك الأقلية العامة والخاصة.

## الولايات المتحدة
في كتابهم الصادر عام 2014 حول صعود وسقوط المجموعات الثقافية الأمريكية، وجدت أساتذة كلية الحقوق بجامعة ييل آمي تشوا وجيد روبنفيلد نموذجاً مشتركاً وراء النجاح البروتستانتي واليهودي والآسيوي في الولايات المتحدة. تم تعريف المجموعات الثلاث من خلال «حزمة ثلاثية» من ثلاثة ميول: عقدة التفوق، وانعدام الأمن، والتحكم في الاندفاع. ووفقاً لهم قامت المؤسسة الأسقفية في الولايات المتحدة بإنشاء أمة «الحزم الثلاثية» في نهاية المطاف. وأصبحت أالولايات المتحدة بلدًا «مقتنعاً بمصيرها الإستثنائي، الذي يخلط مع أخلاقيات العمل الشاق الموروثة من البيوريتانيين، والتي تم الإستيلاء عليها من خلال شريحة سيئة السمعة على الكتف الجماعي في مواجهة أوروبا الأرستقراطية، وغرس نوع جديد من عدم الأمان في بلدها».
وحتى مع ضعف «متلازمة إنجاز النخبة البروتستانتية» في أمريكا، تداخل تراثها التاريخي مع ثقافات «الحزم الثلاثية» الجديدة مثل اليهود والآسيويين.
كان هناك تغير كبير في تصورات الأميركيين من أصل آسيوي. في أقل من مئة سنة من التاريخ الأميركي، تغيرت الصورة النمطية للأميركيين القادمين شرق آسيا منهم أن يعتبرون عمال غير متعلمين وفقراء ليتم تصويرهم باعتبارهم عمّال جادين وطبقة متوسطة عليا ومتعلمين.
مثال على الصورة النمطية كأقلية نموذجية ظواهر مثل ارتفاع معدلات التحصيل العلمي ودخل الأسرة في المجتمع الأميركي الهندي. مثلاً فإن متوسط دخل الأسرة من الأميركيين من أصل آسيوي هو 68,780 $، وهو أعلى من مجموع السكان 50,221 $.
ويشير مصطلح أقلية نموذجية أيضًا إلى أن حضور وارتفاع نسبة الأميركيين من أصل آسيوي في جامعات النخبة.
| الإثنية أو العرقية      | النسبة السكانية |
| ----------------------- | --------------- |
| تايوانيون               | 74.1%           |
| هنود                    | 67.9%           |
| لبنانيون                | 64.9%           |
| باكستانيون              | 60.9%           |
| يهود                    | 59.0%           |
| إيرانيون                | 57.2%           |
| كوريون                  | 50.8%           |
| صينيون                  | 50.2%           |
| فنزويليون               | 49.7%           |
| فلبينيون                | 47.9%           |
| يابانيون                | 43.7%           |
| بنجلاديشيون             | 41.9%           |
| أرمن                    | 41%             |
| أرجنتينيون              | 38.9%           |
| أمريكيون بيض            | 30.7%           |
| متوسط السكان الأمريكيين | 28.0%           |
| فيتناميون               | 26.1%           |
| أفارقة                  | 16.5%           |
| كامبوديون               | 14.6%           |
| لاوسيون                 | 13.0%           |

### الأمريكيون الهنود
تشمل تسمية الأقلية النموذجية أيضاً مجتمعات الأمريكيين الذين تعود أصولهم إلى جنوب آسيا، وعلى وجه الخصوص، الأمريكيين الهنود، بسبب نجاحهم الاجتماعي والاقتصادي العالي. ولكن، يواجه الآسيويون الهنود نوعًا من العنصرية والتمييز، على الرغم من وضعهم كأقلية نموذجية، والتي لا يواجهها الآسيويون الآخرون. أحد أشكال هذا هو التمييز القائم على الدين. في كثير من الأحيان، يواجه الأمريكيين الهنود العنصرية والتي هي نتيجة لسوء الفهم مثل أن يطلق عليهم شرق أوسطيين أو مُسلمين أو من الطريقة التي ينظرون بها إليهم، مع كون الأمريكيين المسلمين أفقر بشكل ملحوظ من الأمريكيين الهندوس.
إن التجمّع الجماعي لجميع الأعراق الآسيويّة المختلفة في صورة نمطية واحدة «إيجابية» يحدّ من المشاكل التي يواجهها بعض المهاجرين الآسيويين، لأن الأغلبية قد لا تواجه نفس القوالب النمطية السلبية. النتيجة الأخرى لوضعية الأقلية النموذجية للهنود الآسيويين هي رضاهم، معربين عنها في أكثر الأحيان. وهناك صراع بين المهاجرين الهنود والآسيويين في الولايات المتحدة، حيث يفتخر البعض من وضعهم كأقلية «إيجابية» ويرغبون في التمسك بها، مما يؤدي إلى الشعور بالرضا عن النفس عند مهاجمتهم العنصرية، بل وفي بعض الأحيان إلى دعم المرشحين السياسيين المناهضين للهجرة. وفي الجانب الآخر من الصراع هو أولئك الذين يتأثرون بالصور النمطية العنصريَّة ويرغبون في تغيير هذه الحقيقة بدلاً من قبولها، والذين يعتقدون أنهم يجب أن يتنازلوا في الأساس عن وضعهم المرموق للوقوف إلى جانب الأقليات العرقية والإثنية الأخرى ضد الظالم الأبيض المشترك.
وفقاً لتقرير الإحصاء عن الأمريكيين الآسيويين الصادر عام 2004 من قبل مكتب الإحصاء الأمريكي، فإن 64% من الأمريكيين الهنود حصلوا على درجة البكالوريوس أو أعلى، وهي ثاني أعلى نسبة لجميع المجموعات ذات الأصل القومي. في نفس التعداد، كان 60% من الأمريكيين الهنود لديهم وظائف إدارية أو مهنيَّة، مقارنة بمتوسط وطني بلغ 33%. ولدى الأمريكيين الهنود، إلى جانب الأمريكيين من أصول يابانية وفلبينية، أدنى معدلات للفقر بالمقارنة مع باقي المجتمعات، فضلاً عن واحد من أدنى معدلات الأسر التي يعولها أحد الوالدين (7% مقابل المعدل الوطني البالغ 15%). كما يحصل الأمريكيون الهنود على أعلى متوسط دخل بالمقارنة مع جميع المجموعات الوطنية أو العرقية. وقد أدى ذلك إلى العديد من القوالب النمطية مثل «الطبيب الهندي».
ومع ذلك، يجب ملاحظة أنه لا تزال هناك جيوب من الفقر داخل المجتمع الهندي الأمريكي، مع تصنيف حوالي 8% على أنهم يعيشون في فقر.

## إسرائيل

### المسيحيون العرب
المسيحيون العرب هم واحدة من المجموعات الأكثر تعليمًا في إسرائيل، حيث يُطلق عليهم أقلية نموذجية. وقد وصفت صحيفة معاريف المسيحيين العرب بأنهم «الأنجح في نظام التعليم»، حيث يحظى العرب المسيحيين في مستويات تعليم أفضل بالمقارنة مع أي مجموعة دينيَّة أخرى في إسرائيل.

#### التعليم

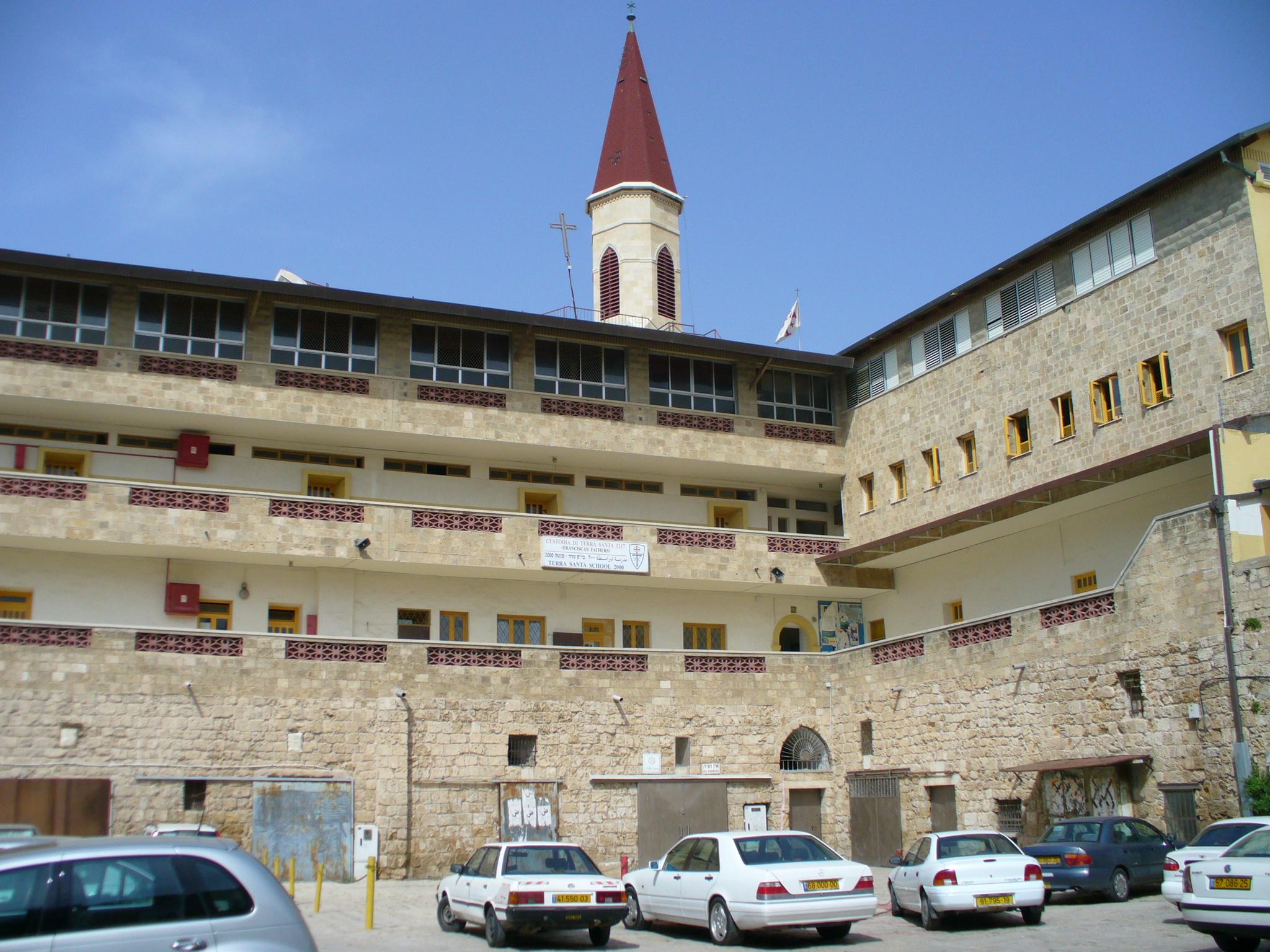
مدرسة تراسنطة الكاثوليكيَّة، أحد أعرق مدارس عكا: تلعب المدارس المسيحيَّة دورٌ بارز في رفع المستوى التعليمي للمسيحيين العرب.

وجدت دراسة المسيحيين العرب: اليهود الإسرائيليين الجدد؟ تأملات في المستوى التعليمي للمسيحيين العرب في إسرائيل وهي دراسة قامت بها حينا ديفيد من جامعة تل أبيب، أنَّ أحد العوامل هو لماذا المسيحيون العرب هم الأكثر تعليماً في إسرائيل هو المؤسسات التعليمية المسيحية ذات المستوى العالي. المدارس المسيحية هي من بين أفضل المؤسسات التعليمية في إسرائيل، في حين أن تلك المدارس لا تمثل سوى 4% من مجمل القطاع التعليمي العربي، فإن حوالي 34% من مجمل الطلاب الجامعين العرب تلقوا تعليمهم في المدارس المسيحية، وحوالي 87% من عرب إسرائيل العاملين في قطاع تكنولوجيا التقنية العالية، قد تلقوا تعليمهم في المدارس المسيحية. وقد وصف مقال في معاريف عام 2011 المجتمع العربي المسيحي بأنه «الأكثر نجاحاً في نظام التعليم»، وهو رأي يدعمه دائرة الإحصاء المركزية الإسرائيلية وآخرون والذين يشيرون إلى أن العرب المسيحيين أفضل من حيث التعليم مقارنةً أي مجموعة أخرى في إسرائيل.

#### الثانوية العامة وامتحانات الثانوية العامة
لاحطت معطيات دائرة الإحصاء المركزية الإسرائيلية أنه عند الأخذ بعين الاعتبار البيانات المسجلة على مر السنين، فإن العرب المسيحيين حصلوا على نتائج أفضل من حيث التعليم مقارنةً بأي مجموعة أخرى في إسرائيل. في عام 2016 كان المسيحيين العرب واحدة من أعلى معدلات النجاح في شهادة الثانوية العامة أو ما يسمى في البجروت مع نسبة (73.9%)، بالمقارنة مع المسلمين (41%) والدروز (51.9%) وبالمقارنة مع جميع الطلاب في نظام التعليم اليهودي (55.1%).

##### التعليم العالي
تشير المصادر أنّ المسيحيون العرب في الطليعة من حيث التوجه للتعليم العالي. إحصائيًاً، لدى العرب المسيحيين في إسرائيل أعلى معدلات تحصيل العلمي من بين جميع الطوائف الدينية، وفقاً للمعيطات الصادرة عن دائرة الإحصاء المركزية الإسرائيلية في عام 2010 كان حوالي 68% من المسيحيون العرب في إسرائيل من حملة الشهادات الجامعيّة، وهو أعلى من أي جماعة عرقية دينية في إسرائيل. كما أنّ نسبة المسيحيين الحاصلين على البكالوريوس وشهادة جامعية أكثر من متوسط النسبة بين السكان الإسرائيليين.
وجدت دائرة الإحصاء المركزية الإسرائيلية أن نسبة الطلاب الذين يدرسون في مجال الطب أيضًا هي الأعلى بين الطلاب العرب المسيحيين، مقارنة مع جميع الطلاب من القطاعات الأخرى. كما وجدت أنّ نسبة النساء المسيحيات العربيات الطلبة في التعليم العالي أعلى من القطاعات الأخرى. وعلى الرغم من أن نسبة المسيحيين العرب هي 2.1% من إجمالي السكان الإسرائيليين، في عام 2014 كانت نسبة المسيحيين العرب من مجموع الطلاب الجامعات الإسرائيلية حوالي 17.0%، وحوالي 14.4% من إجمالي عدد طلاب الكليّات الإسرائيلية.
في عام 2013، كان الطلاب المسيحيون العرب في الطليعة من حيث الأهلية للحصول على التعليم العالي، حيث حصل الطلاب العرب المسيحيون على أعلى معدلات في اختبار القبول امتحان البسيخومتري، والذي يؤهل للقبول في الجامعات الإسرائيلي، وبحسب معيطات دائرة الإحصاء المركزية الإسرائيلية أظهر أنَّ 61% من المسيحيين العرب كانوا مؤهلين للدراسة الجامعية، بالمقارنة مع 50% من اليهود، وحوالي 45% من الدروز وحوالي 35% من الطلاب المسلمين.

#### الحالة الاجتماعية والاقتصادية
من حيث الحالة الاجتماعية والاقتصادية، مستوى المعيشة بين المسيحيون العرب أكثر مماثلة للسكان اليهود من السكان العرب المسلمين. حيث أنّ لدى المسيحيون العرب أدنى نسبة فقر وأدنى نسبة للبطالة وهي 4.9% في عام 2012 بالمقارنة مع 6.5% بين اليهود و9.2% بين الرجال والنساء المسلمين. كما أن لدى المسيحيين العرب أعلى متوسط دخل أسرة بين المواطنين العرب في إسرائيل وثاني أعلى متوسط دخل أسرة بين المجموعات العرقية والدينية في إسرائيل. أيضًا يعمل أغلب المسيحيين العرب في العلوم ومهن الياقات البيضاء. وفي إسرائيل يتم تصوير المسيحيين العرب في صورة نمطية على أنهم أقلية عرقية دينية معروفة في العمل الجاد وأنهم من الطبقة المتوسطة العليا والمتعلمة.

## كندا
في كندا، يُنظر إلى الكنديين الآسيويين إلى حد ما أقلية نموذجية، على الرغم من أن هذه الظاهرة ليست منتشرة كما هو الحال في الولايات المتحدة.

## المكسيك
في المكسيك يعتبر المكسيكيون من الأصول الألمانية واللبنانية أقليات نموذجيّة.

### مكسيكيون ألمان
تم إستيعاب المكسيكيين الألمان بشكل عميق ومتأصل في المجتمع المكسيكي حيث بالإمكان العثور على التراث الثقافي الألماني والتأثيرات الألمانية في جميع أنحاء المكسيك والمجتمع المكسيكي. الفعاليات الثقافية الألمانية مثل مهرجان أوكتوبرفست موجودة في جميع أنحاء المكسيك.
كان لدى المكسيكيين الألمان دور فعال حيث لعبوا دورًا حاسمًا في تطوير صناعات الجبن والخمر في المكسيك. يظهر النفوذ الألماني على البيرة المكسيكية، مع العلامات التجارية مثل نيجرا موديلو ودوس اكيس أمبار.

### المكسيكيين اللبنانيين
على الرغم من أنّ المكسيكيين اللبنانيون يمثلون أقل من 5% من السكان المهاجرين الإجمالي في المكسيك خلال 1930، الاّ أنهم كانوا يشكلون نصف النشاط الاقتصادي للمهاجرين. التأثير اللبناني في الثقافة المكسيكية يمكن أن ينظر إليه على الأخص في الغذاء، حيث أنها قد أدخلت العديد الأطعمة والأطباق اللبنانية إلى المطبخ المكسيكي. كما يعتبر كارلوس سليم أغنى رجل في العالم سابقًا (حاليًا ثاني أغنى في العالم)، مثالاً للنجاح المكسيكي اللبناني في المجتمع المكسيكي.

## فرنسا

### الفرنسيين الفيتناميين
الفيتناميين في فرنسا هم المجتمع الأكثر رسوخًا في المهجر الفيتنامي خارج شرق آسيا، فضلا عن المجموعة العرقية الآسيوية الأكثر رسوخًا في فرنسا. في حين أن مستوى الاندماج بين المهاجرين ومكانها في المجتمع الفرنسي أصبحت من القضايا البارزة في فرنسا في العقد الماضي، حيث ترى وسائل الإعلام الفرنسية والسياسيين أن الجالية الفيتنامية أقلية نموذجية. ويعود ذلك لأنهم ممثلون في درجة عالية من الاندماج داخل المجتمع الفرنسي فضلًا عن النجاح الاقتصادي والأكاديمي. في مسح في عام 1988 طلب من المواطنين الفرنسيين ذكر جماعة المهاجرين الذين يعتقدون أنهم الأكثر اندماجًا في المجتمع الفرنسي حلى الفيتناميين في المرتبة الرابعة، وراء المجتمعات الإيطالية والإسبانية والبرتغالية.
معدل التحصيل التعليمي للفيتناميين في فرنسا هو الأعلى بين المهجر الفيتنامي في الخارج، وهو الإرث الذي يعود إلى الحقبة الإستعمارية في فيتنام، عندما كثير من الأحيان أرسلت الأسر المتميزة وذوي الصلات للحكومة الإستعمارية أطفالهم إلى فرنسا للدراسة. بالإضافة إلى الإنجازات العالية في التعليم فإن السكان الفيتناميين في فرنسا هم أيضًا ناجحين إلى حد كبير من الناحية الاقتصادية. عندما وصلت أولى موجات المهاجرين الفيتناميين في فرنسا خلال الحرب العالمية الأولى، عدد منهم عمل في المهن المهنية في بلدهم الجديد بعد وقت قصير من وصولهم. في الآونة الأخيرة، فإت اللاجئين الذين وصلوا فرنسا بعد سقوط سايغون في كثير من الأحيان كانوا أكثر استقرارًا ماليًا من نظرائهم الذين استقروا في أمريكا الشمالية وأستراليا وبقية أوروبا، ويرجع ذلك إلى معرفة لغوية وثقافية أفضل للبلد المضيف، والذي سمح لهم الدخول في النظام التعليمي و / أو العمل في المهن ذات الأجور العالية دون صعوبة تذكر. في حين كانت معدلات الدخل الوسيط للجيل المهاجرين الفيتناميين إلى فرنسا هي أقل من المعدل الوطني، في غضون جيل واحد قد ارتفع إلى أعلى من المتوسط الفيتنام المولود في فرنسا.

### الفرنسيين اللاوسيين
وعلى غرار الفيتناميين، المهاجرين اللاوسيين في فرنسا هم إحدى الجماعات العرقية الأكثر اندماجًا في فرنسا. وعلى عكس نظرائهم في أمريكا الشمالية وأستراليا، اللاوسيين في فرنسا لديهم نسبة عالية من النجاح التعليمي وممثلين تمثيلاً جيدًا في القطاعات الأكاديمية والمهنية، وخاصًة بين أجيال الفرنسيين المولد.

## ألمانيا
بسبب النجاح الأكاديمي للألمان من أصل فيتنامي أدى إلى تسمية هذه الظاهرة باسم «المعجزة الفيتنامية». وكشفت دراسة أنه في مناطق برلين ويشتنبرغ ومارتسهان، سواء في برلين الشرقية سابقًا والتي تمتلك نسبة صغيرة نسبيًا من المهاجرين، حيث يشكل الفيتناميين حوالي 2% فقط من السكان عمومًا، لكن تشكل 17% من مجمل تلاميذ المدارس الإعدادية. ملاحظة أخرى عن الفيتناميين الألمان هو النجاح الأكاديمي إذ على الرغم من أنهم يمكن أن ينمو في ظل الفقر في أماكن مثل ألمانيا الشرقية إلا أنهم عادًة ما يتفوقون على أقرانهم بهامش واسع.
مجموعة أخرى في ألمانيا حققت نجاحًا أكاديميًا ويطلق عليها أقلية نموذجية هم الكوريين الألمان حيث حضر 70% منه الجمنازيوم (وهو مشابه إلى المدرسة الإعدادية في المجتمع الأمريكي) بالمقارنة مع الألمان الفيتناميين الذين حضر منهم 50%. يذكر أيضًا أنّ أكثر من 70% من الجيل الثاني للكوريين الألمان لديهم المؤهلات علمية، أي أكثر من ضعف النسبة في بقية ألمانيا.